# Länsväg T 691

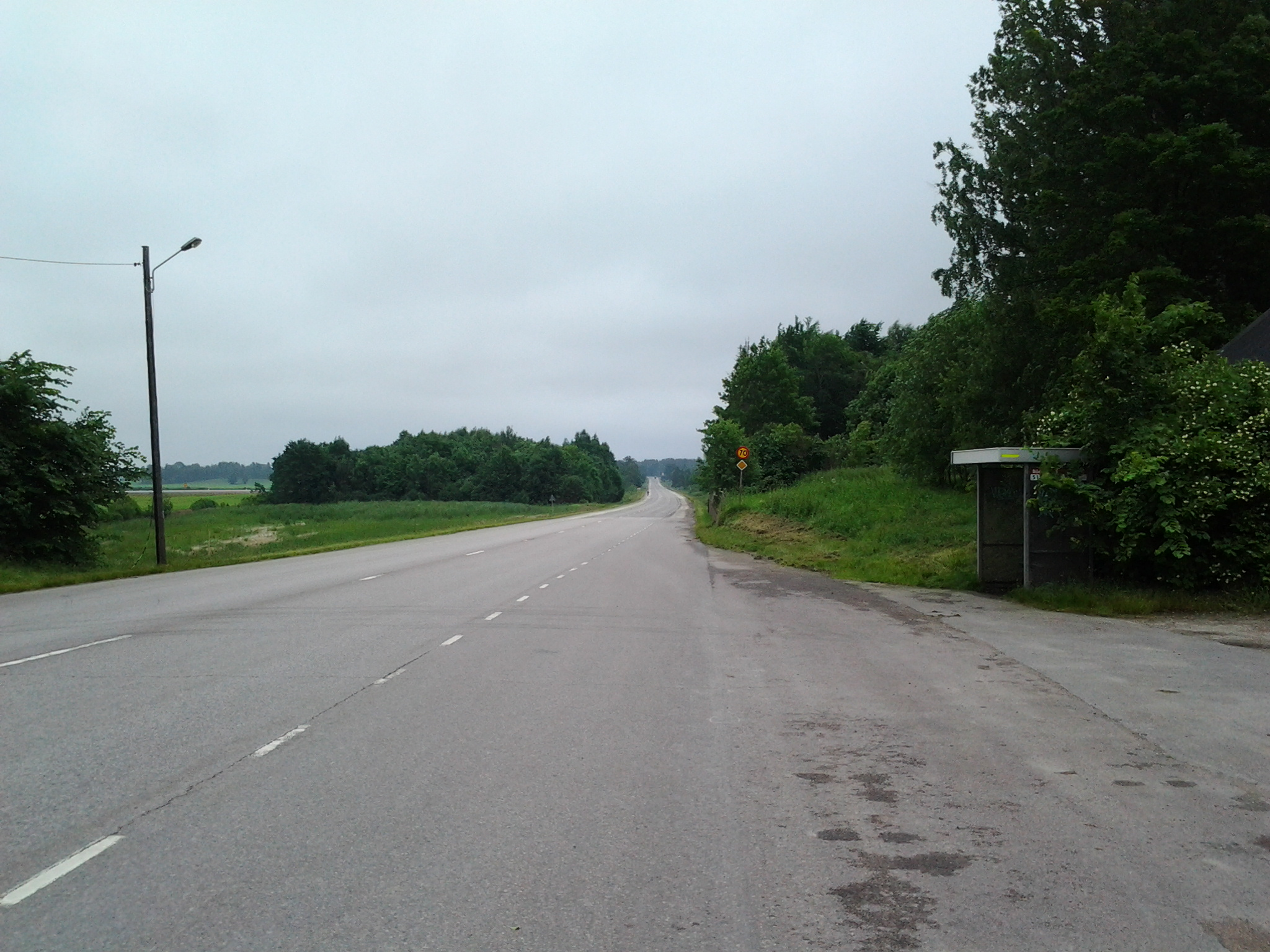
Den så kallade "Flygrakan" mellan Sanna och Bäck på väg T 691

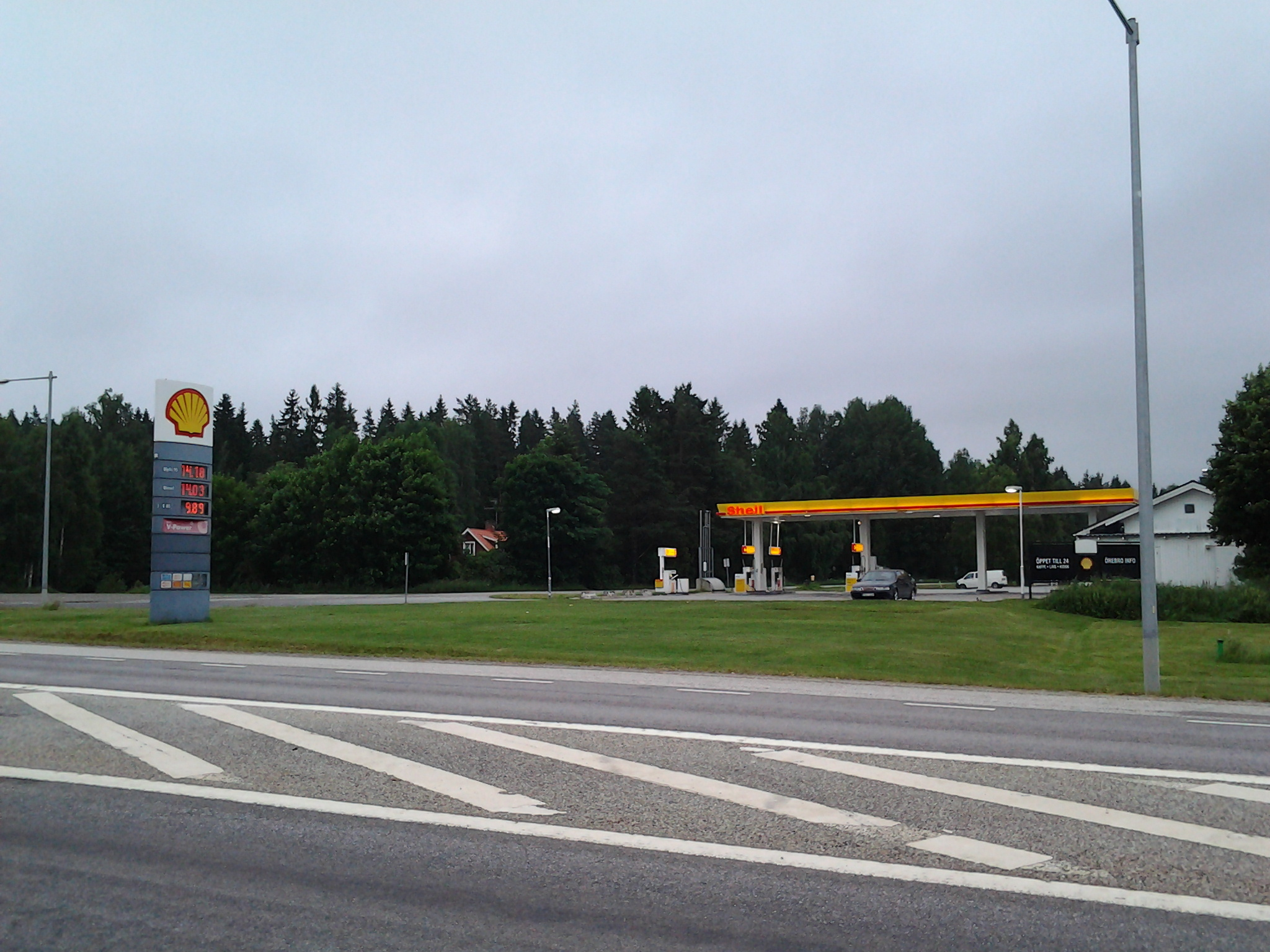
Bensinstationen "Sanna Kroa" längs väg T 691.

Länsväg 691 (Gamla Karlskogavägen eller Vintrosavägen) är en så kallad övrig länsväg (vägnumret är inte skyltat) mellan Örebro och Lekhyttan i Närke. Vägen börjar vid Trafikplats Adolfsberg söder om Örebro och går sedan västerut förbi Berglunda, Örebro flygplats, Vintrosa, Lanna fram till Lekhyttan, där den sedan slutar och går ihop med E18.

## Historia
Länsväg 691 var tidigare Europaväg (E18), innan motorväg byggdes västerut från Örebro och stod färdig den 22 december 2008. Vägen går parallellt söder om E18. Innan E18 blev Europaväg hette den 1945-1962 riksväg 9. I samband med invigning av den nybyggda delen av E18 byttes namnet på vägavsnittet till väg 691. Det vägavsnitt mellan Bäck och Sanna, har i folkmun kallats för "Flygrakan", då vägavsnitt ligger i nära anslutning till Örebro flygplats, och är drygt 2 km näst intill raklångt och bredare än övriga delar av sträckan Adolfsberg–Bäck.